# Wolf - Game la ter
Wolf - Game la ter (Wolf เกมล่าเธอ) è una serie televisiva thailandese creata da GMMTV e diretta da Nuttapong Mongkolsawas. Va in onda su GMM One dal 25 gennaio 2019, per poi concludersi il 26 aprile dello stesso anno.
La serie viene inoltre pubblicata in latecast su Line TV e YouTube.

## Trama
5 persone con 25 missioni che consistono nel dare la caccia a degli sconosciuti in giro per l'Asia.

## Personaggi e interpreti

### Principali
- Don, interpretato da Toni Rakkaen.
Noto per essere diventato un playboy dopo la morte della fidanzata, di cui si considera responsabile.
- Mo, interpretata da Sutatta Udomsilp "Punpun".
Pensa che la sincerità sia la parte più importante in una relazione. Ex-fidanzata di Por, le viene proposto di partecipare a Wolf per cercare di voltare pagina.
- Plan, interpretato da Thitipoom Techaapaikhun "New".
Ragazzo la cui unica preoccupazione è il denaro, partecipa a Wolf per dimostrare al padre di poter guadagnare più soldi di lui in poco tempo.
- Por, interpretato da Jumpol Adulkittiporn "Off".
Ama divertirsi e non è fedele nelle relazioni. Ex-fidanzato di Mo, gli viene proposto di partecipare a Wolf per cercare di riconquistarla.
- Ryo, interpretato da Kanaphan Puitrakul "First".
Ragazzo con una passione per la pornografia, non va molto d'accordo con il padre.

### Ricorrenti
- Padre di Ryo, interpretato da Supoj Janjareonborn "Lift".
- Padre di Plan, interpretato da Phollawat Manuprasert "Tom".
- Bank, interpretato da Trai Nimtawat "Neo".
Migliore amico di Ryo dalle superiori.
- Kon, interpretato da Harit Cheewagaroon "Sing".
Migliore amico di Por.

### Cameo
- Ashley, interpretata da Juthapich Indrajundra "Jamie".
Ragazza che Plan conosce a Macao.
- Pin, interpretata da Tipnaree Weerawatnodom "Namtan".
- Miss White, interpretata da Chayanit Chansangavej "Pat".
- Miss Black, interpretata da Alice Tsoi.
- Tum, interpretato da Chinnarat Siriphongchawalit "Mike".
- Patrick, interpretato da Uttsada Panichkul "Utt".
- Sam, interpretata da Suppanad Jittaleela "Tina".
- Ping, interpretata da Ramida Jiranorraphat "Jane".
- Tiger, interpretato da Weerayut Chansook "Arm".
- Robert, interpretato da Daweerit Chullasapya "Pae".
- Barista, interpretato da Way-ar Sangngern "Joss".
- Kwan, interpretata da Ployshompoo Supasap "Jan".
- Grace, interpretata da Sarocha Burin "Gigie".
- Payu, interpretato da Krittanai Arsalprakit "Nammon".
- Yo, interpretata da Napasorn Weerayuttvilai "Puimek".
- Pauline, interpretata da Nichaphat Chatchaipholrat "Pearwah".
- Jub-An, interpretata da Dhanundhorn Neerasingh "Fang".
- Koji, interpretato da Kay Lertsittichai.

## Episodi
| Stagione       | Episodi | Prima TV |
| -------------- | ------- | -------- |
| Prima stagione | 13      | 2019     |

## Colonna sonora
- Suthita Chanachaisuwan – Game la ter (sigla iniziale e finale)[4]